# Yersinella
Yersinella är ett släkte av insekter. Yersinella ingår i familjen vårtbitare.
Kladogram enligt Catalogue of Life:
| Yersinella | \| \| Yersinella beybienkoi \| \| \| \| \| \| Yersinella raymondi \| \| \| \| |
|            | \| \| Yersinella beybienkoi \| \| \| \| \| \| Yersinella raymondi \| \| \| \| |
|            | Yersinella beybienkoi                                                         |
|            |                                                                               |
|            | Yersinella raymondi                                                           |
|            |                                                                               |

## Bildgalleri

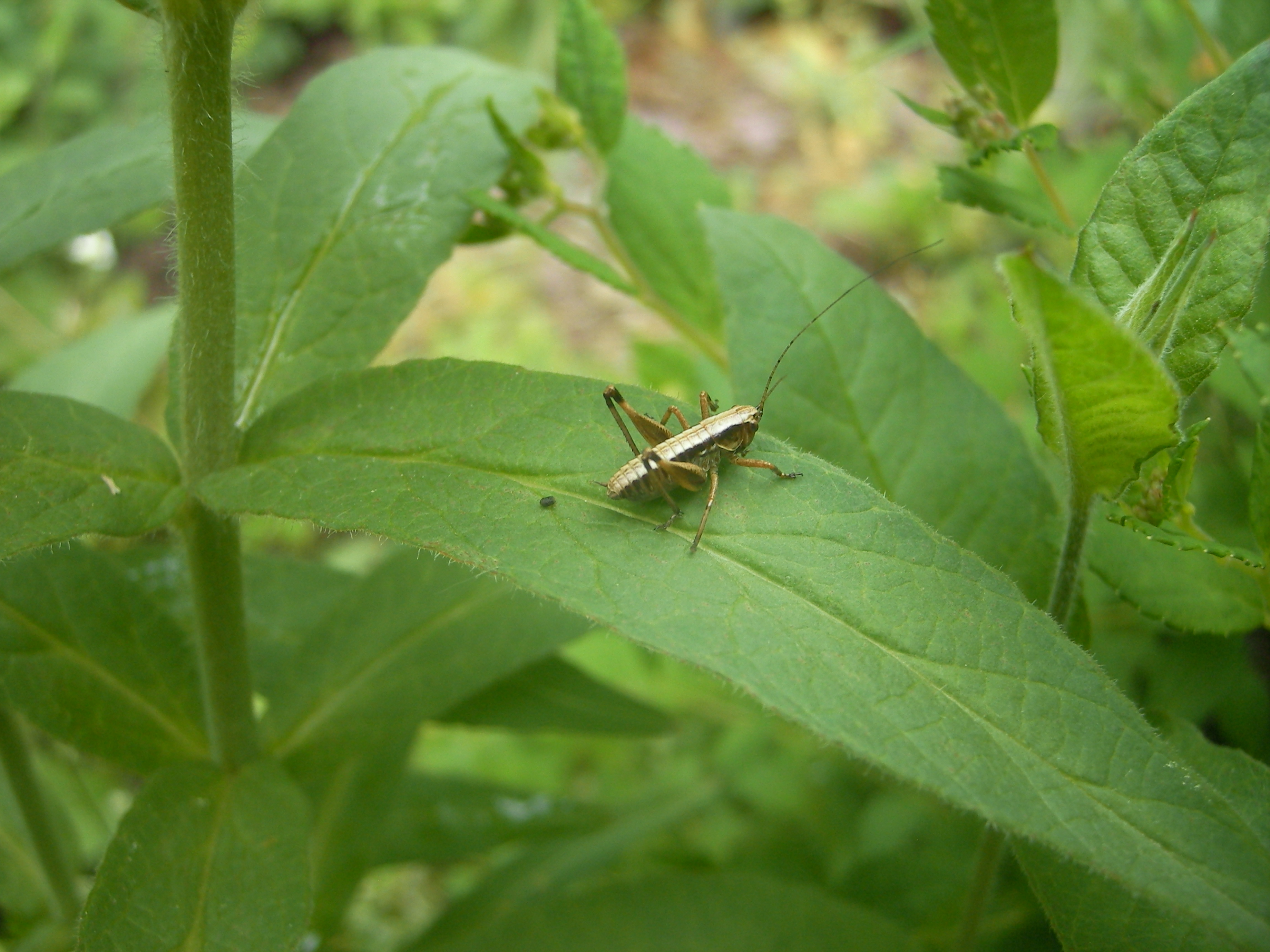
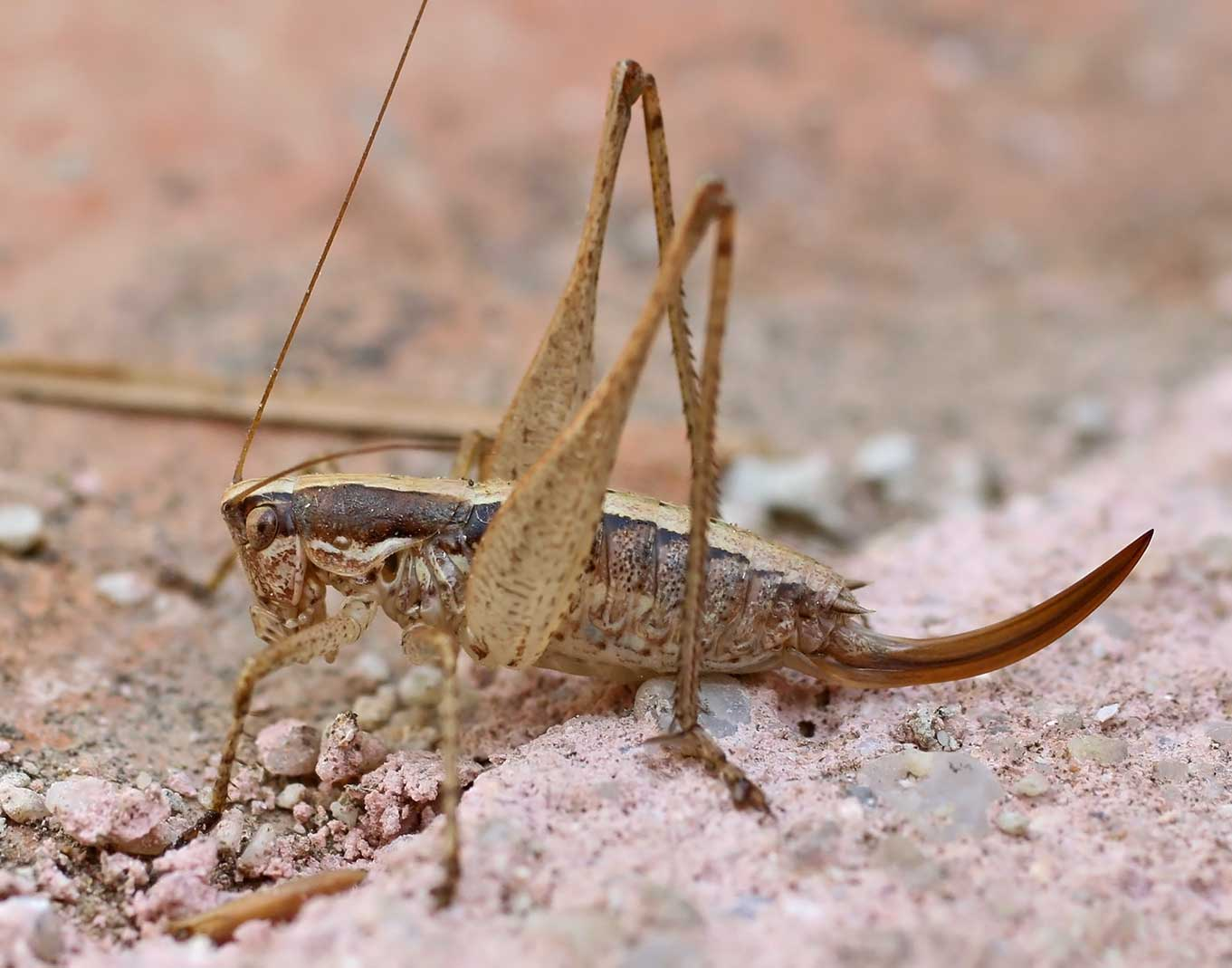
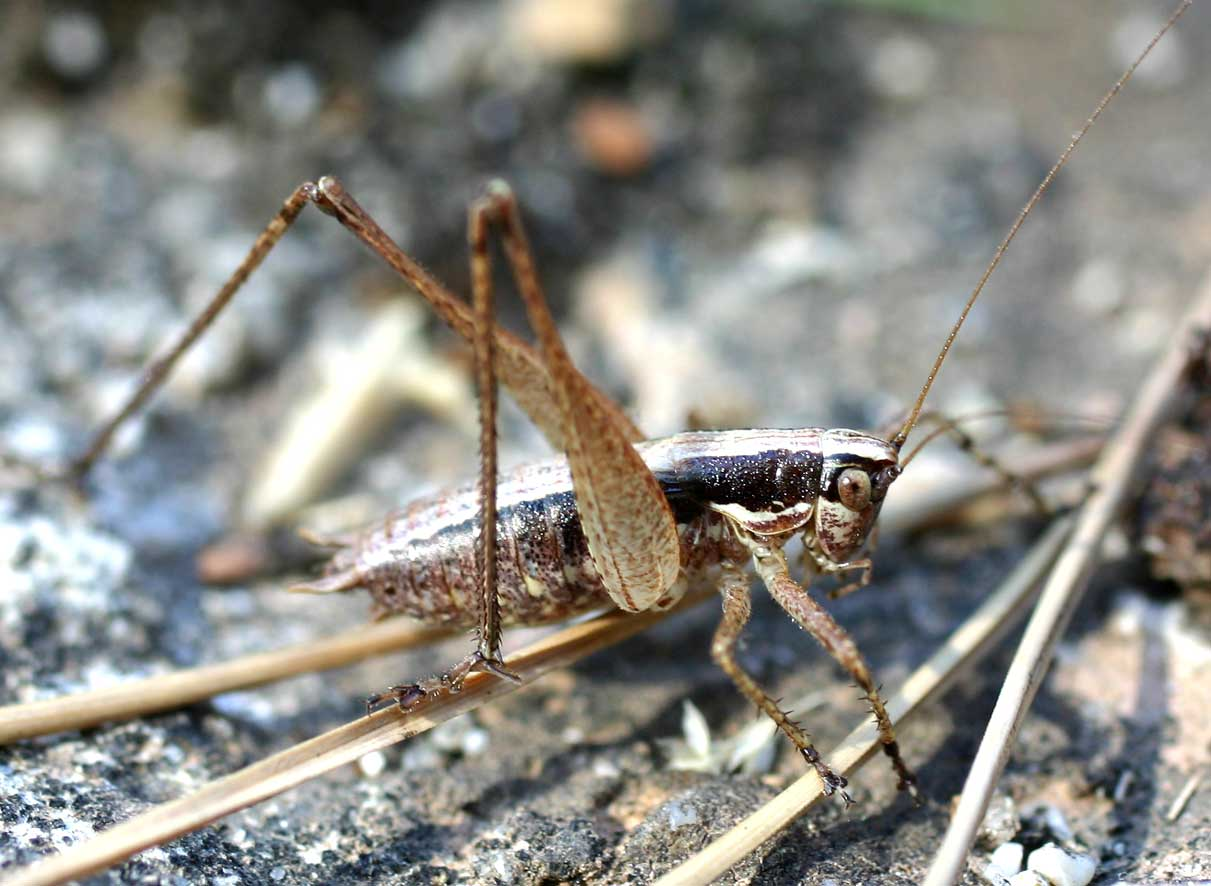